# Windmühle (Hure)

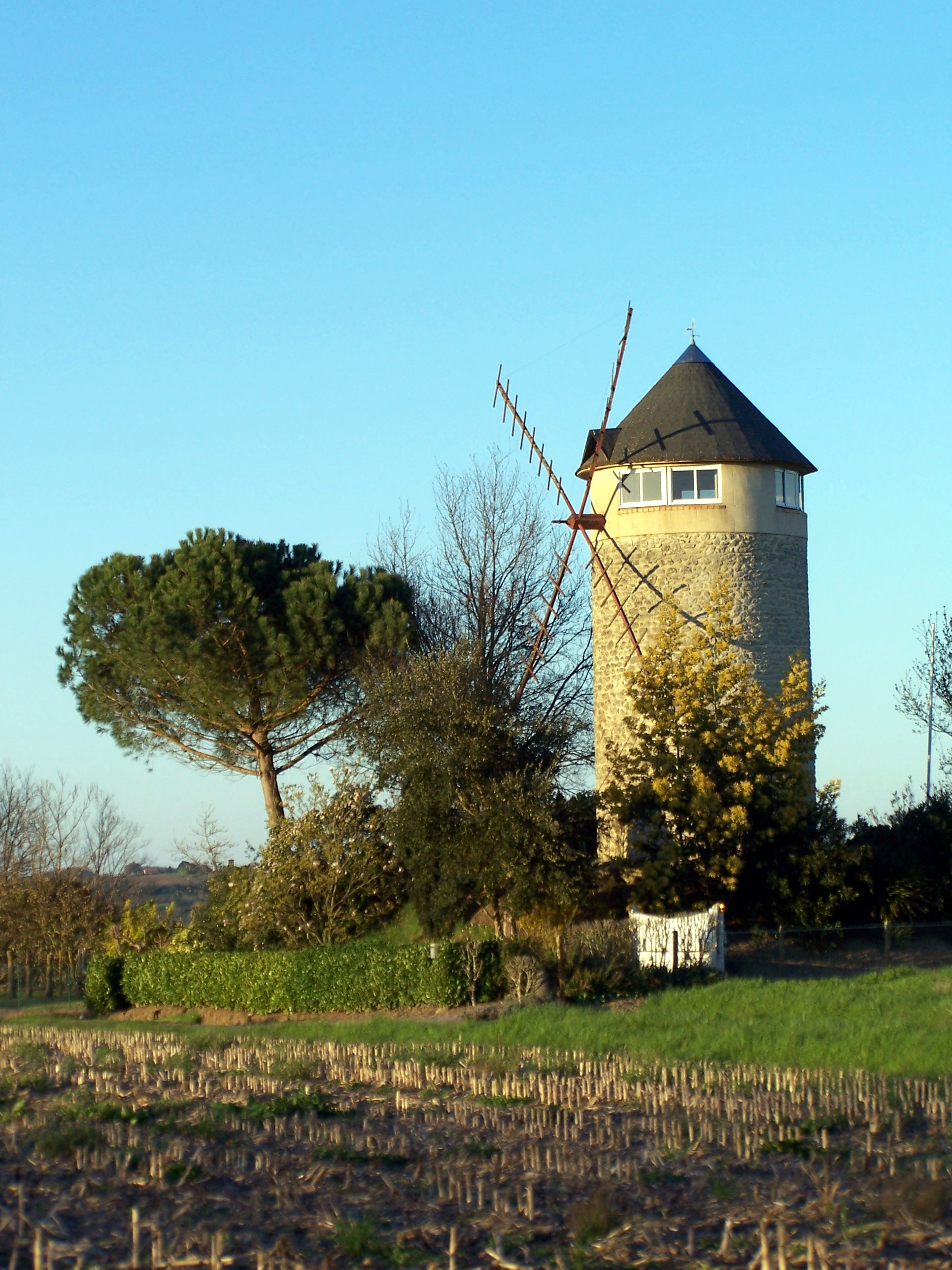
Windmühle bei Hure

Die Windmühle in Hure, einer französischen Gemeinde im Département Gironde in der Region Nouvelle-Aquitaine, wurde im 19. Jahrhundert errichtet.  
Die Windmühle aus Bruchsteinmauerwerk, auf einer Anhöhe beim Ortsteil Libourne stehend, wurde in den 1990er Jahren zu einem Wohnhaus umgebaut.